# آلن سیگانا
آلن سیگانا (فرانسوی: Alain Cigana‎؛ زادهٔ ۱۰ دسامبر ۱۹۵۰) دوچرخه‌سوار اهل فرانسه است.